# Moorberg und Ziegenbeil nördlich Battgendorf
Moorberg und Ziegenbeil nördlich Battgendorf este o arie protejată (arie specială de conservare — SAC, sit de importanță comunitară — SCI) din Germania întinsă pe o suprafață de 121 ha, integral pe uscat.

## Localizare
Centrul sitului Moorberg und Ziegenbeil nördlich Battgendorf este situat la coordonatele 51°13′06″N 11°16′11″E / 51.2183°N 11.2697°E.

## Înființare
Situl Moorberg und Ziegenbeil nördlich Battgendorf a fost declarat sit de importanță comunitară în septembrie 2000 pentru a proteja 1 specie de animale. Situl a fost protejat și ca arie specială de conservare în iulie 2008.

## Biodiversitate
Situată în ecoregiunea continentală, aria protejată conține 4 habitate naturale: Lacuri eutrofice naturale cu vegetație de tip Magnopotamion sau Hydrocharition, Pajiști uscate seminaturale și facies de acoperire cu tufișuri pe substraturi calcaroase (Festuco-Brometalia) (* situri importante pentru orhidee), Pajiști stepice subpanonice, Fânețe de joasă altitudine (Alopecurus pratensis, Sanguisorba officinalis).
La baza desemnării sitului se află o specie protejată de  păsări: sfrâncioc roșiatic (Lanius collurio)
Pe lângă speciile protejate, pe teritoriul sitului au mai fost identificate 23 de specii de plante, 1 specie de amfibieni, 2 specii de mamifere, 57 de specii de nevertebrate, 1 specie de reptile.